# Памятник Н. А. Добролюбову (Санкт-Петербург)
Памятник Н. А. Добролюбову — скульптурный памятник русскому литературному критику, поэту, публицисту и революционному демократу Н. А. Добролюбову. Установлен в 1959 году в Санкт-Петербурге на Большом проспекте Петроградской стороны перед домом 34-36. Выполнен по проекту скульптора А. А. Синайского и архитектора С. Б. Сперанского. Памятник является объектом культурного наследия федерального значения.

## История
Решение об установке в Ленинграде памятника Н. А. Добролюбову было принято в 1936 году. По итогам организованного в 1948 году конкурса лучшим был признан проект скульптора А. А. Синайского и его зятя, архитектора С. Б. Сперанского. Бронзовая скульптура Добролюбова была отлита в 1957 году на заводе «Монументскульптура». Изготовлением гранитного постамента, а также работами по установке памятника занимался Ленинградский камнеобрабатывающий завод. Торжественное открытие памятника состоялось 26 ноября 1959 года.

## Описание
На постаменте из розового полированного гранита установлена бронзовая скульптура в полный рост. В левой руке Добролюбов держит раскрытую книгу. Высота скульптуры составляет 4,5 м, высота постамента — 4,35 м.
В книге «Скульптура Ленинграда» 1963 года памятник подвергается критике: поза Добролюбова называется мало выразительной, сухой и схематичной. Авторы издания отмечают, что скульптор не смог раскрыть глубину образа Добролюбова, ограничившись передачей портретного сходства. Скульптор Г. Д. Ястребенецкий называет памятник унылым. В книге «Интервью с самим собой» он отмечает и неудачное расположение памятника: в здании за ним располагался книжный магазин, а на крыше была установлена большая световая реклама «Покупайте книги». Таким образом, памятник Добролюбову с книгой в руке стал приобретать совершенно иной смысл.